# Ljekovita crkvina
Ljekovita crkvina (uspravna crkvina, lat. Parietaria officinalis),  biljka je iz porodice koprivovki (Urticaceae). Raste na zapuštenim zemljištima i zidovima. Pelud ove biljke spada u alergene. Koristi se i kao ljekovita biljka. Sasvim mlada je biljka jestiva.

## Uporaba
Crkvina ima određeni diuretski učinak.  Još uvijek je sadržana u nekoliko mješavina čaja, no danas više nema značenja kao ljekovita biljka. U narodnoj medicini preporuča se za razbijanje i protjerivanje bubrežnih kamenaca .

## Sastojci
Listovi sadrže flavonoide, tanin i kalijev nitrat .

## Vanjske poveznice
https://pfaf.org/USER/Plant.aspx?LatinName=Parietaria+officinalis